# Françoise Carton de Wiart
Françoise Carton de Wiart (Brussel, 29 mei 1947) is een Belgisch politica voor DéFI.

## Levensloop
Françoise Carton de Wiart is een telg uit de notabele en adellijke familie Carton de Wiart. Ze was de jongste dochter van graaf Xavier Carton de Wiart (1899-1955), advocaat-generaal aan het Hof van Beroep in Brussel en gemeenteraadslid van de stad, en een kleindochter van Henri Carton de Wiart (1869-1951), meer dan een halve eeuw volksvertegenwoordiger en van 1920 tot 1921 eerste minister van België.
Ze werd geaggregeerde geschiedenis en Frans in het lager secundair onderwijs, behaalde een baccalaureaat in de economische en sociale wetenschappen aan de Facultés universitaires Saint-Louis in Brussel en werd licentiate in de sociologie en de stedenbouw aan de UCL. In 1972 ging ze aan de slag voor de pas opgerichte Inter-Environnement, de Belgische federatie van milieuverenigingen.
In 1973 slaagde ze in het journalistenexamen van de RTB en in augustus 1974 ging ze als journaliste aan de slag bij de regionale afdeling van de RTB in Luik, waar ze werkte voor radio en televisie. In 1976 ging ze aan de slag op de reportage- en onderzoeksdienst van de RTB op de Reyerslaan. Ze werkte er mee aan het duidingsprogramma Autant savoir en maakte reportages rond onderwerpen als milieu, energie, transport, huisvesting en ruimtelijke ordening, alsook in 1979 de eerste reportage over klimaatverandering op de zender. Later ging ze zich ook toeleggen op Europees beleid en werd Carton de Wiart voorzitter van de Belgische afdeling van de Vereniging van Europese Journalisten.
In 1989 verliet Carton de Wiart de RTBF en werd ze als militante van Mouvement Europe-Régions-Environnement (ERE) politiek actief voor het FDF, de voorloper van DéFI. Voor deze partij zetelde ze van 1989 tot 1999 in het Brussels Hoofdstedelijk Parlement en van 1995 tot 1999 tevens in het Parlement van de Franse Gemeenschap. In het Brussels Parlement werd ze lid van de commissies Leefmilieu en Ruimtelijke Ordening en in het Parlement van de Franse Gemeenschap legde ze zich toe op internationale betrekkingen en dossiers rond de RTBF.
Daarnaast werd ze bestuurder bij de openbare vervoersmaatschappij MIVB en gedelegeerd bestuurder bij de sociale huisvestingsmaatschappij van Etterbeek. Van 1995 tot 2018 was ze er gemeenteraadslid, een ambt dat ze opnieuw uitoefende van december 2022 tot december 2024.